# Gianluca Gaudino
Gianluca Gaudino (ur. 11 listopada 1996 w Hanau) – niemiecki piłkarz występujący na pozycji pomocnika we włoskim klubie Chievo Werona. Syn byłego reprezentanta Niemiec, Maurizio Gaudino.

## Kariera klubowa
Gaudino rozpoczął swoją karierę w akademii piłkarskiej Bayernu Monachium. Przed sezonem 2014/15 ówczesny menadżer klubu Pep Guardiola zdecydował się awansować go do kadry pierwszego zespołu. 13 sierpnia 2014 roku Gaudino zadebiutował w barwach Bayernu, wychodząc w podstawowym składzie i grając przez pełne 90 minut podczas przegranego 0:2 spotkania Superpucharu Niemiec z Borussią Dortmund. Pierwszy mecz w Bundeslidze rozegrał dziewięć dni później, zaś Bayern w pierwszej ligowej kolejce wygrał 2:1 z VfL Wolfsburg. Guadino został tym samym czwartym najmłodszym debiutantem w historii Bayernu. 10 grudnia 2014 roku zadebiutował w rozgrywkach Ligi Mistrzów podczas wygranego 3:0 spotkania z rosyjskim CSKA Moskwa.
W styczniu 2016 roku trafił na półtoraroczne wypożyczenie do szwajcarskiego klubu FC Sankt Gallen.

## Statystyki kariery
(aktualne na dzień 30 czerwca 2017)
| Klub                   | Sezon              | Liga               | Liga  | Liga   | Puchary krajowe | Puchary krajowe | Europa | Europa | Suma  | Suma   |
| Klub                   | Sezon              | Liga               | Mecze | Bramki | Mecze           | Bramki          | Mecze  | Bramki | Mecze | Bramki |
| ---------------------- | ------------------ | ------------------ | ----- | ------ | --------------- | --------------- | ------ | ------ | ----- | ------ |
| Bayern Monachium       | 2014/15            | Bundesliga         | 8     | 0      | 2               | 0               | 1      | 0      | 11    | 0      |
| Bayern Monachium       | 2015/16            | Bundesliga         | 0     | 0      | 0               | 0               | 0      | 0      | 0     | 0      |
| FC Sankt Gallen (wyp.) | 2015/16            | Swiss Super League | 15    | 0      | 0               | 0               | –      | –      | 15    | 0      |
| FC Sankt Gallen (wyp.) | 2016/17            | Swiss Super League | 18    | 0      | 2               | 0               | –      | –      | 20    | 0      |
| Chievo Werona          | 2017/18            | Serie A            | 0     | 0      | 0               | 0               | –      | –      | 0     | 0      |
| Ogólnie w karierze     | Ogólnie w karierze | Ogólnie w karierze | 41    | 0      | 4               | 0               | 1      | 0      | 46    | 0      |

## Sukcesy
Bayern Monachium
- Mistrzostwo Niemiec: 2014/15